# Aleksandr Radisjtsjev
Aleksandr Nikolajevitsj Radisjtsjev (Russisch: Александр Николаевич Радищев) (Moskou, 31 augustus 1749 – Sint-Petersburg, 24 september 1802) was een Russisch schrijver en ‘verlicht’ filosoof.

## Leven en werk
Radisjtsjev werd geboren in een adellijke familie van grootgrondbezitters en studeerde aan de Universiteit van Moskou en later aan de Universiteit van Leipzig. Hij werd beïnvloed door de liberale ideeën van verlichte Franse filosofen als Jean-Jacques Rousseau en Claude Adrien Helvétius. 

### Reis van Petersburg naar Moskou
In 1789 richtte Radisjtsjev in zijn woning te Sint-Petersburg een kleine drukpers in, waarop hij in 1790 650 exemplaren van zijn boek Reis van Petersburg naar Moskou drukte. Aanvankelijk had het boek de goedkeuring van de censor gekregen, maar vlak voor het drukken had hij er nog allerlei opruiende passages aan toegevoegd. Toen keizerin Catharina de Grote het boek te lezen kreeg, kende haar woede geen grenzen: volgens haar werd er de Franse pest in uitgezaaid, het zaad van de Franse Revolutie. Onder de dekmantel van een reisbeschrijving hangt Radisjtsjev een somber beeld op van het toenmalige Rusland. Op elke reishalte tussen Petersburg en Moskou stuit hij op wantoestanden en onrechtvaardigheden. In een droombeeld wordt de prachtige façade van Catharina’s Rusland naar beneden gehaald. Reisbelevenissen worden afgewisseld door theoretische beschouwingen, persoonlijke gevoelens en toekomstbeschouwingen. De Reis kan worden beschouwd als de eerste poging om in Rusland een realistische roman te schrijven.

### Arrestatie en dood
Alhoewel de Reis anoniem was uitgegeven, kwam Catharina de Grote er al snel achter wie de auteur was. Radisjtsjev werd gearresteerd, ondervraagd en veroordeeld tot de doodstraf. Bij wijze van gratie werd die omgezet naar tien jaar verbanning naar Siberië. In 1802 pleegde hij zelfmoord door het drinken van vergif. Met Radisjtsjev, zo wordt weleens gezegd, begon de lijdensweg van de Russische intelligentsia. “Ik keek om me heen, mijn ziel werd gewond door het lijden van de mensheid” – deze woorden uit Radistjevs Reis zijn vele generaties lang het leidmotief geweest voor de Russische intelligentsia. In 1918 noemde Minister van Onderwijs Anatoli Loenatsjarski Radisjtsjev de eerste martelaar van de Russische Revolutie.